# Wijnand Nuijen
Wijnand Johannes Josephus Nuijen (Den Haag, 4 maart 1813 – aldaar, 2 juni 1839) was een Nederlandse schilder en etser, die zich specialiseerde in landschappen. Hij werd sterk beïnvloed door de Franse Romantici.

## Jeugd en start
Wijnand Nuijen werd geboren in Den Haag als zoon van Bartholomeus Nuijen en Johanna Maria van Heijningen. Zijn vader had een goedlopende bakkerij en onderkende al vroeg het talent van zijn zoon; hij gaf Wijnand alle ruimte tot tekenen en deed hem op twaalfjarige leeftijd in de leer bij Andreas Schelfhout, een plaatsgenoot en toen al een bekend landschapsschilder. Nuijen schilderde in hetzelfde jaar al een olieverfschets van circa 1,5 × 2 meter over de watersnoodramp die Nederland toen teisterde in februari 1825; na zijn vroege dood in 1839 zou Schelfhout dit doek kopen. Van 1825 tot 1829 studeerde Nuijen aan de Haagse Tekenacademie, bij Bartholomeus Johannes van Hove; zeer waarschijnlijk financierde zijn vader deze opleidingsjaren. In 1829 nam hij al deel aan een tentoonstelling in Gent waar hij een aanmoedigingsprijs kreeg. In hetzelfde jaar deed hij mee aan een tekenwedstrijd van het Amsterdamse kunstgenootschap Felix Meritis en verwierf een medaille voor zijn tekening van een landschap met boerenhoeve en vee.
Nuijen maakte met zijn schilder-vriend Antonie Waldorp (1803-1886) reizen naar Duitsland en naar de Noord-Franse kust. Bovendien bezochten ze samen de musea van Parijs èn de Parijse salon waar werken van kunstenaars te zien waren die toen in Frankrijk werkten, zoals Eugène Isabey (1803-1886), John Constable en de Engelse schilder Bonington (1802-1828). Van hen zag hij voor het eerst schilderijen van woeste schipbreuken, stormachtige kusten en dromerige Normandische havens, geschilderd in dramatische kleurstellingen en sterke contrasten. Naast hun dramatiek bewonderde Nuijen ook hun spontaneïteit en nam die over. Zijn bijzondere belangstelling voor ruïnes was in die tijd al een typisch Romantisch onderwerp. In München bestudeerde hij uitgebreid de verzamelingen aldaar van de oude Hollandse meesters uit de 17e eeuw.

## Leven en werk
In 1833 stuurde Nuijen een aantal van zijn romantische landschappen in bij de Haagsche Tentoonstelling van Kunstwerken; hij had ze geschilderd na zijn eerste reizen. Deze doeken werden stevig bekritiseerd, onder andere in de 'Algemene Kunst- en Letterbode' van dat jaar:  ..een jong en en zeer veel belovend kunstenaar [= Nuijen] die hoe langer hoe meer tot den verkeerden Romantischen smaak begint over te hellen', en, door den modegeest des tijds medegesleept, liever een gemakkelijk effect zonder waarheid en natuurlijkheid, dan eene krachtige en levendige uitdrukking der voorwerpen schijnt te bedoelen.'  In deze kritiek werd Nuijen in één adem vermeld met de andere romantische schilder uit Nederland B.C. Koekkoek. Een jaar later werd hem door hetzelfde tijdschrift verweten dat hij in zijn schilderijen te veel overdonderde, slechts op 'effect' gericht was en te gewaagde kleurstellingen uitprobeerde; hij zou bovendien te veel zijn fantasie gebruiken. Het fantastische was inderdaad één aspect van de Romantische kunst-beweging. Maar Nuijen leverde voor de kunstminnaars en -critici uit zijn tijd nog een ander lastig probleem op; het werk was moeilijk onder te brengen in een duidelijk genre! De beeldende kunst in Nederland aan het begin van de 19e eeuw kende een vrij strikte indeling; aan de top stond het historie-stuk, daaronder bestonden duidelijk onderverdeeld de andere genres: portret, landschap en stilleven. De meeste kunstenaars uit zijn tijd hielden zich aan hun eigen specialiteiten en bleven binnen hun eigen genre. Maar de werken van Nuijen pasten niet binnen één genre; zijn schilderijen vanaf circa 1830 waren vaak landschap èn historie, of landschap èn drama.
In 1859 schreef Dr. Beijnen terecht in zijn herinneringen over zijn gestorven vriend Nuijen:  'Het poëtische, het fantastische, ideale is hier [in Nederland] gewoonlijk uitheemsch.. Er waren in Nederland inderdaad maar weinig kunstenaars voor wie deze kwalificaties golden. Blijkbaar bestond er naast deze uitgebreide kritiek op zijn schilderstijl ook waardering voor zijn werk, want in 1836 werd hij als lid benoemd van de Koninklijke Academie in Amsterdam. Ook Koning Willem II bewonderde zijn werk enorm; toen hij in 1843 het beroemdste schilderij van Nuijen Schipbreuk op een rotsachtige kust aankocht, bezat hij inmiddels al vijf ander schilderijen van hem.
Nuijen bleef na 1833 doorgaan met het zoeken naar nieuwe impulsen van buitenaf. Hij bestudeerde het werk van de Engelse en Franse romantische kunstenaars en verzamelde hun werken in de vorm van gelithografeerde afdrukken. Hij maakte opnieuw reizen langs de Rijn in Duitsland en naar Normandië. Ook besprak hij met zijn schilder-vrienden de mogelijkheid van een studiereis naar Italië. Met zijn vrienden Sam Verveer en Waldorp deelde hij een atelier in de Loterijzaal op het Binnenhof in Den Haag; 's avonds zaten ze vaak met Charles Rochussen, Huib van Hove, Bosboom en andere jonge Haagse schilders in het Fransche Koffijhuis in een grote kring bijeen en werd er pret gemaakt. Rochussen en Charles Leickert waren twee van zijn leerlingen, die echter slechts kort les van hem hebben gehad door zijn vroege dood; op Nuijens begrafenis waren zij o.a. de slippendragers.
De laatste jaren van zijn leven heeft Nuijen met koortsachtige drift gewerkt; er zijn veel schilderijen, tekeningen en lithografische illustraties uit deze periode overgebleven. Een jaar voor zijn dood trouwde hij nog met de dochter van Schelfhout, zijn voormalige leraar. Nuijen stierf in Den Haag op 2 juni 1839. De Belgische publicist Felix Bogaerts beschreef in zijn Notice biographique de laatste dagen van de jonge maar doodzieke Nuyen:  'Ondanks de hevige pijnen die zijn ziekte veroorzaakte ging Wijnand voort om de weinige krachten die hem nog restten te wijden aan de kunst; dra verzwakte hij zo dat een kwartier werken hem al uitputte..'  Zijn vriend Waldorp kwam nog voor zijn sterven vanuit Amsterdam naar hem toe. En ook zijn schoonvader Schelfhout bezocht Nuijen en zag hem nog een tekening maken van De Dood die een zieke man uit zijn leunstoel kwam halen, met achter hem zijn vrouw in tranen - aldus dezelfde vriend Bogaerts die waarschijnlijk over het sterven van zijn vriend een heroïsch tafereel wilde schrijven.

## Selectie van zijn werken

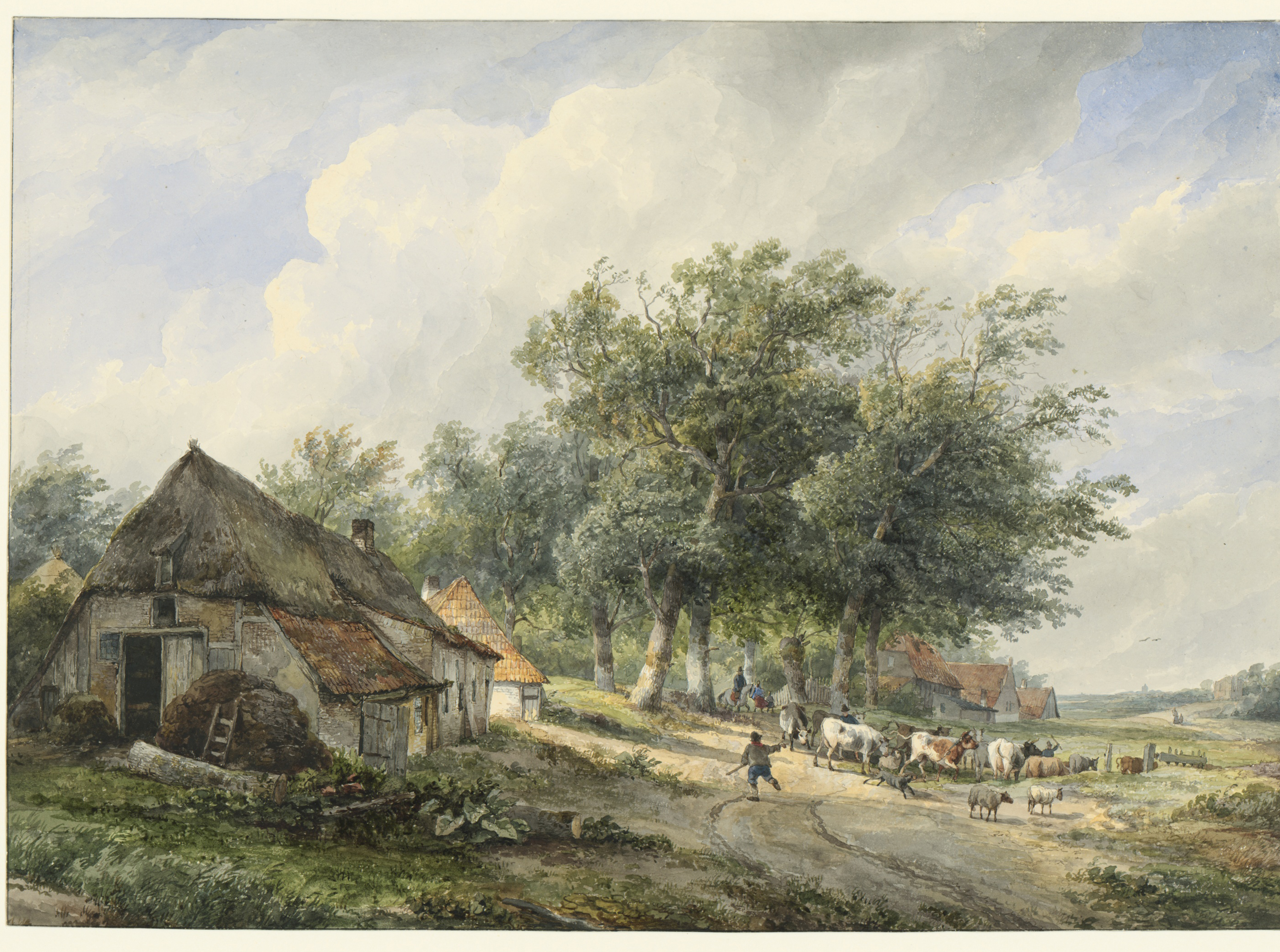
Landschap met boerderijen en vee, 1829, Rijksmuseum
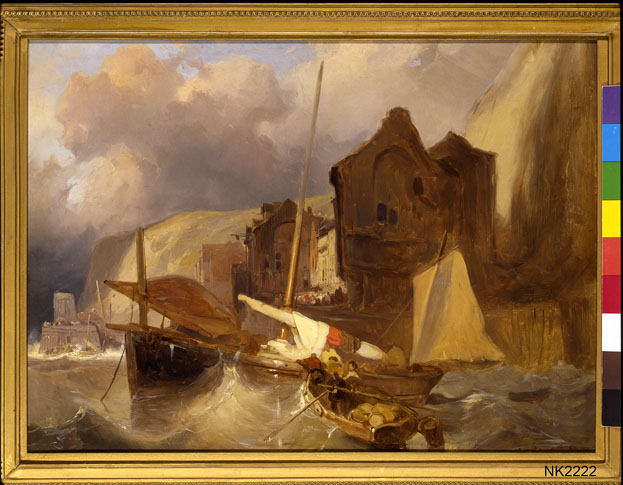
Een havengezicht, 1829, Instituut Collectie Nederland
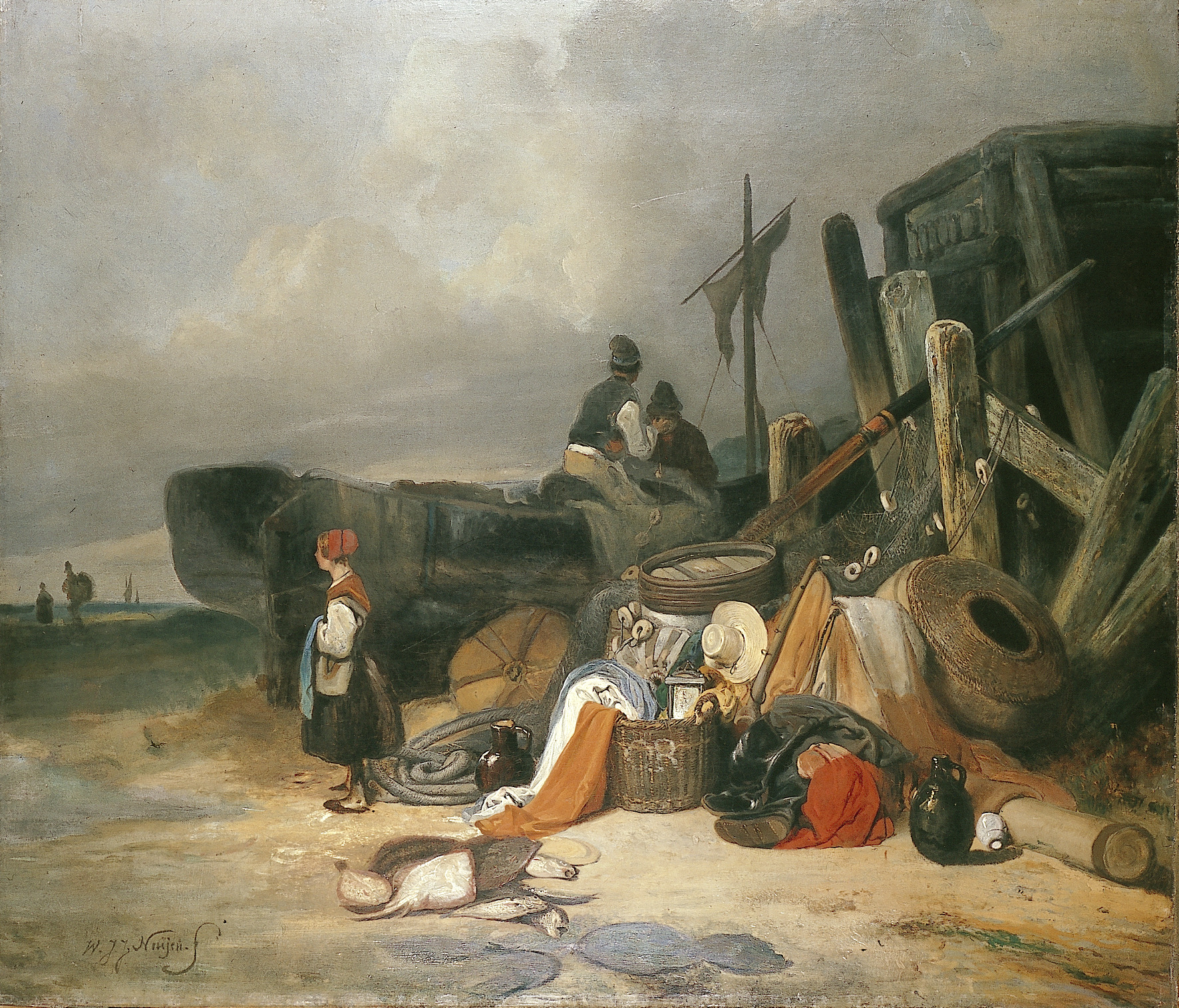
Strandgezicht met vissersboot en proviand, c. 1830, olieverf op doek
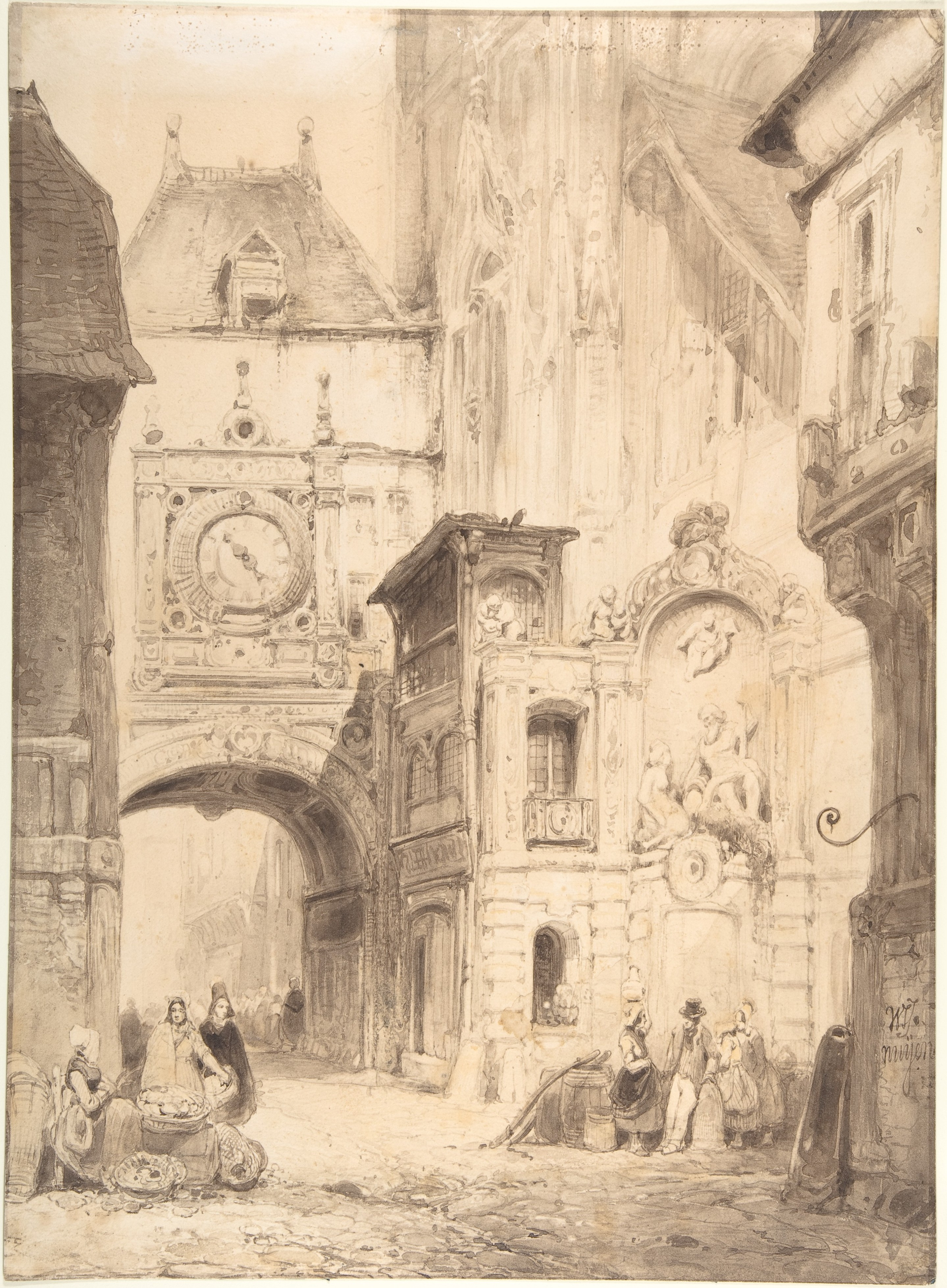
Het Grote Horloge in Rouen, c. 1834, potlood met bruine was en zwart krijt op papier
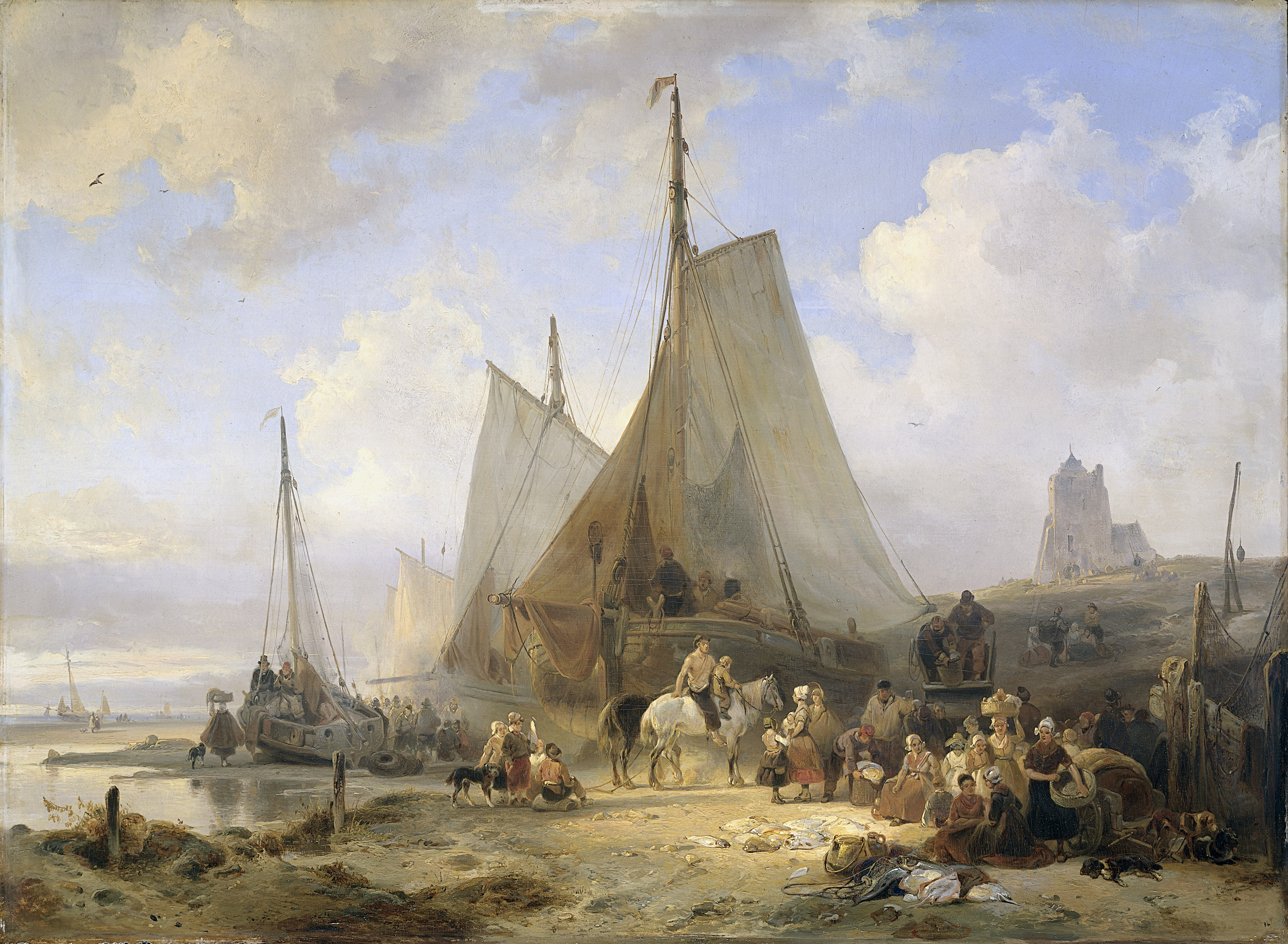
Vissersschepen op het strand, 1835, Rijksmuseum
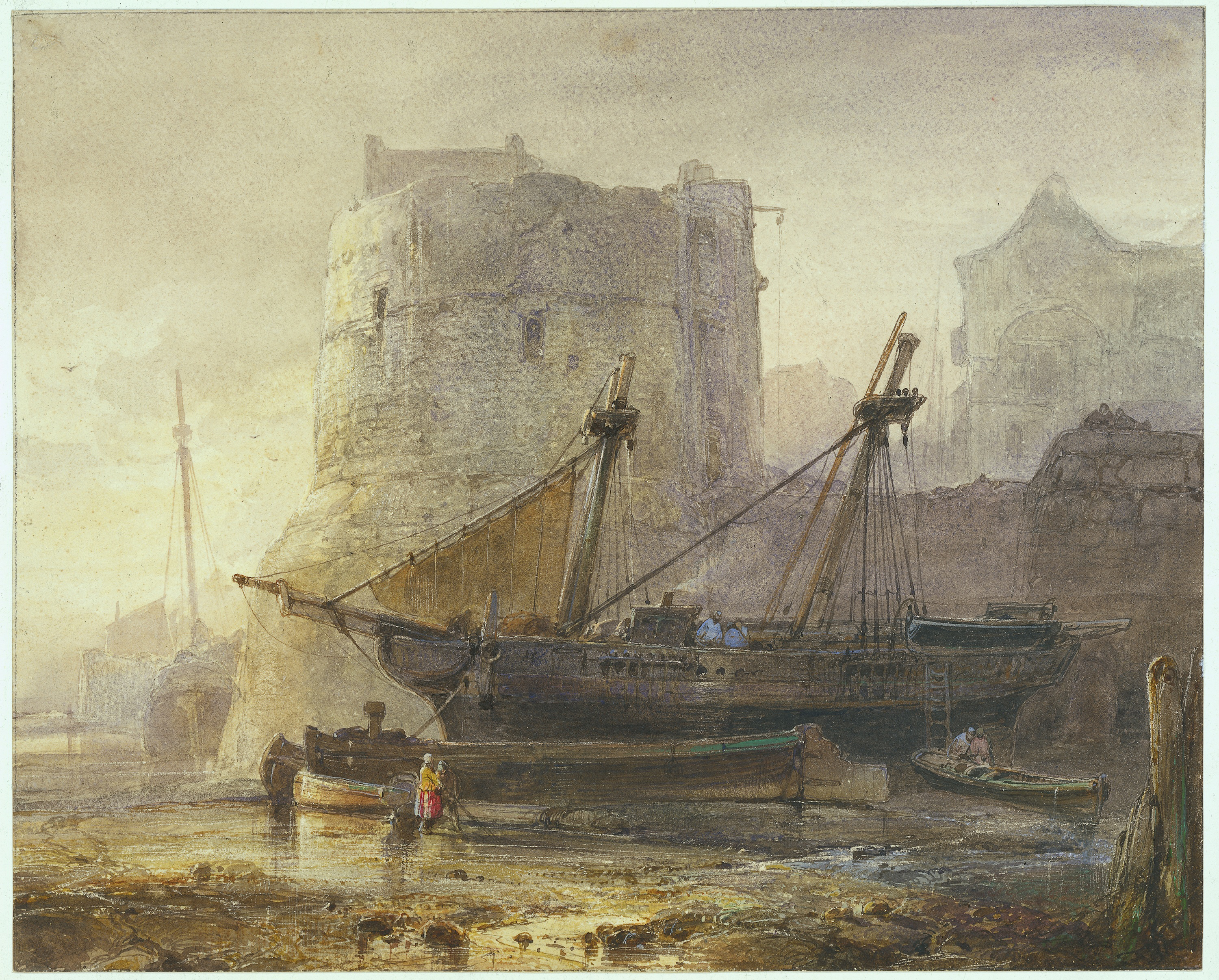
Schepen in een Franse haven bij laag water, 1836, Rijksmuseum
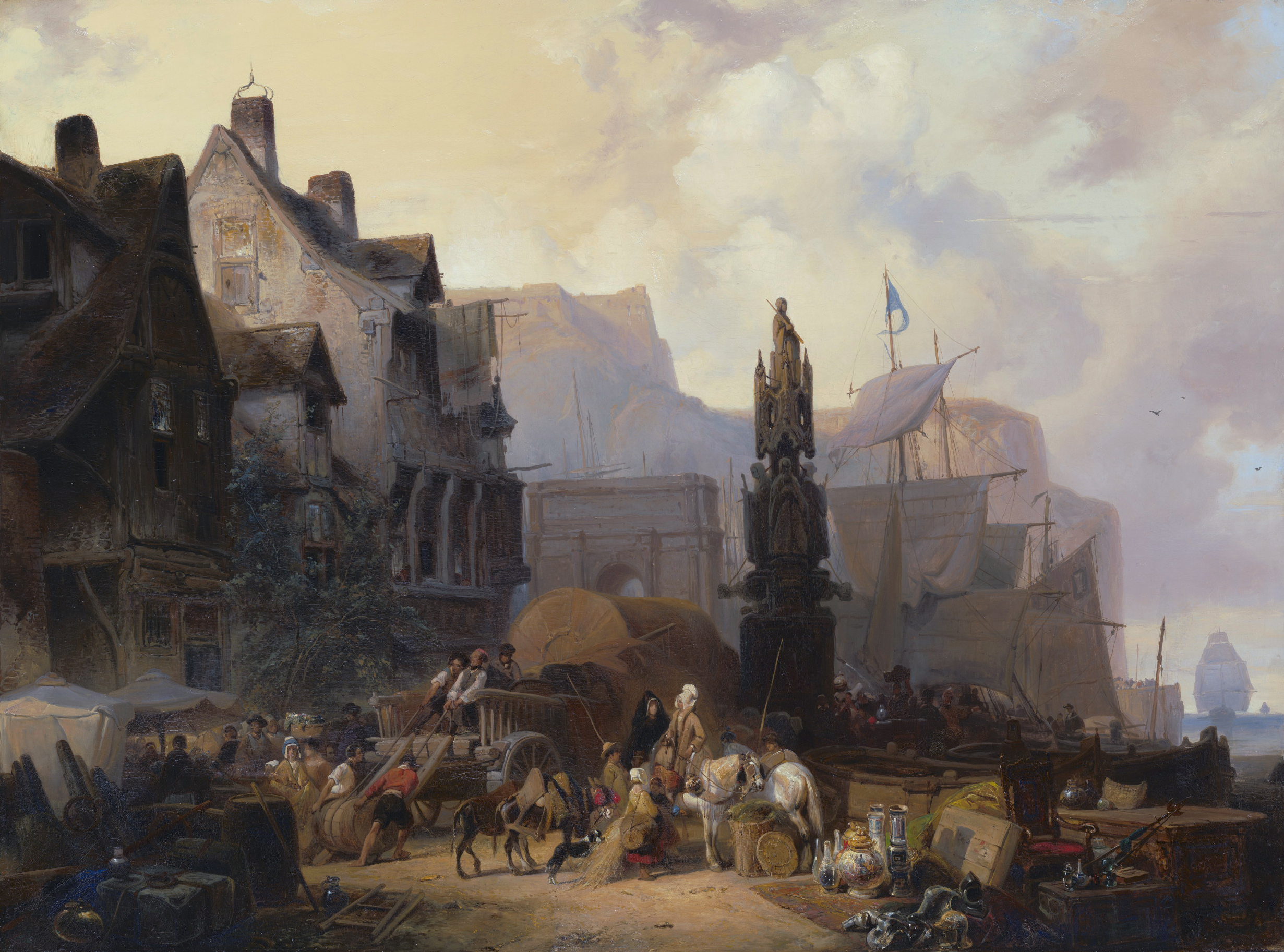
Een drukke haven in Normandië, 1836, Teylers Museum
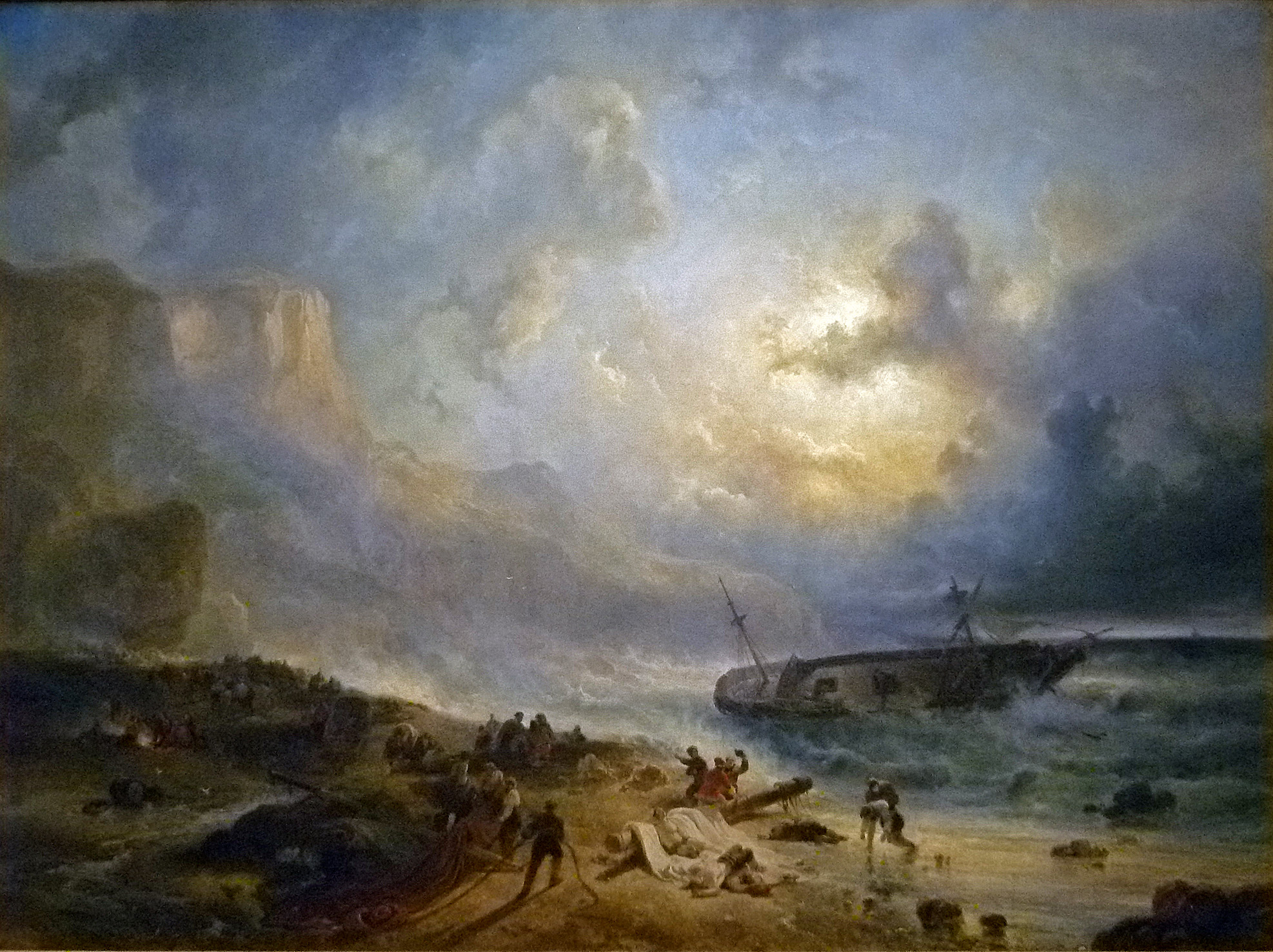
Schipbreuk op een rotsachtige kust, 1837
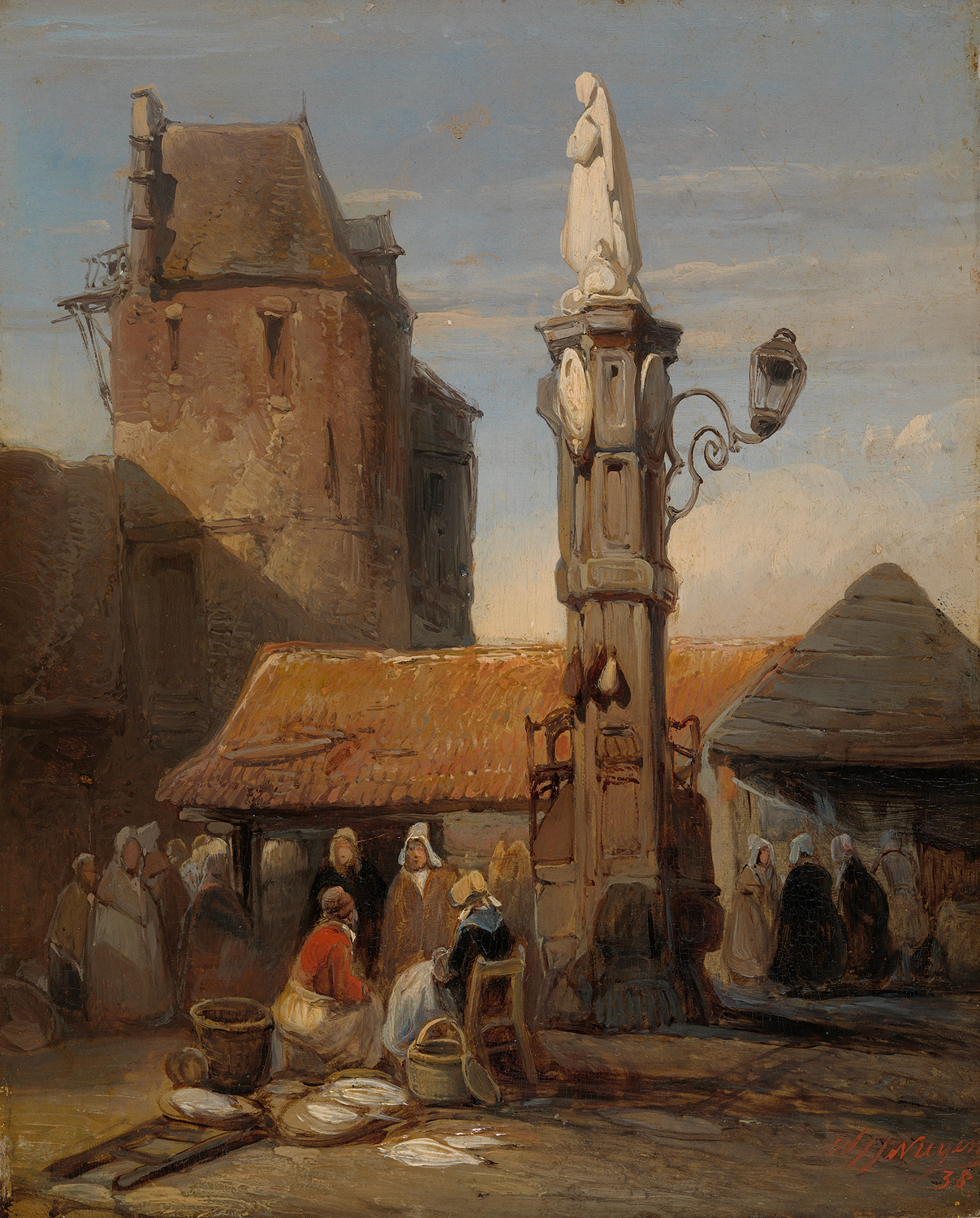
Stadsgezicht in de winterzon, 1838, Amsterdam Museum
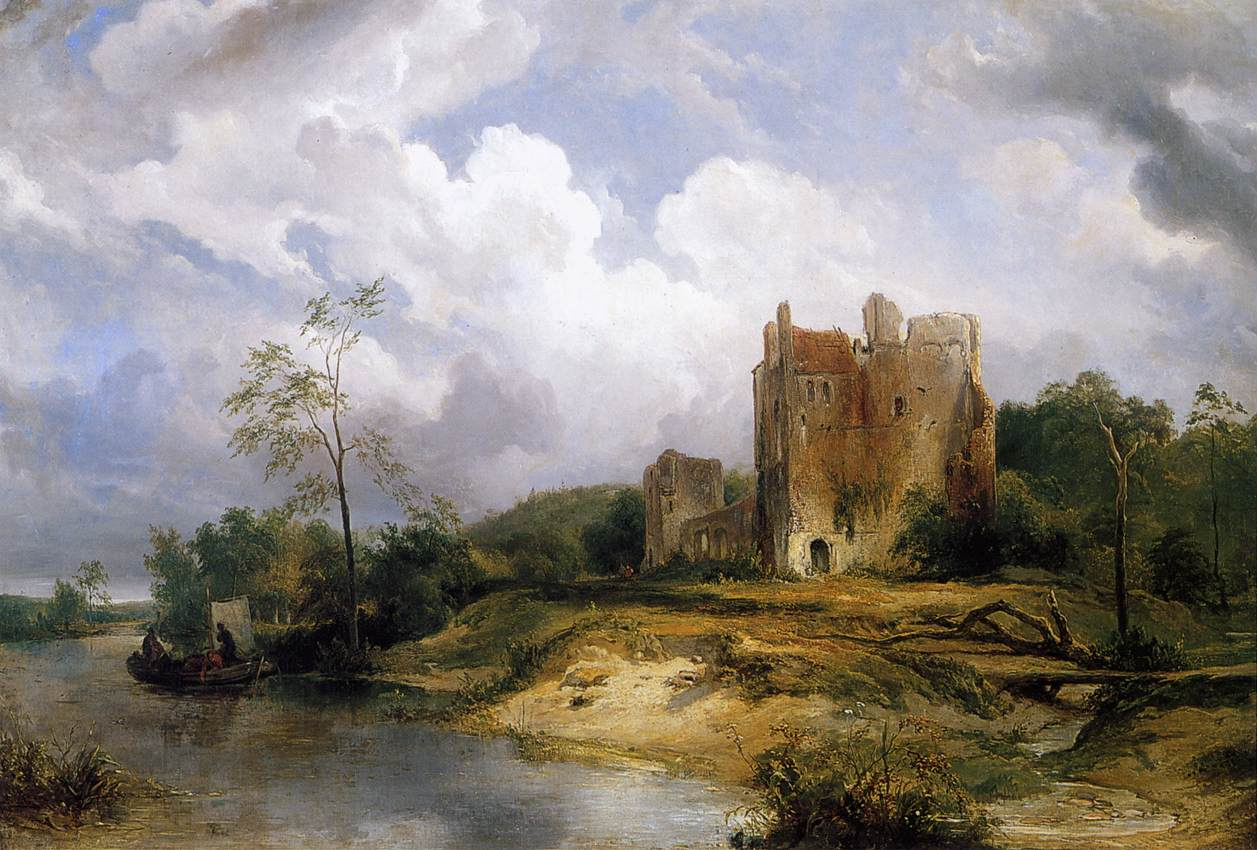
Rivierlandschap met ruïne, 1838
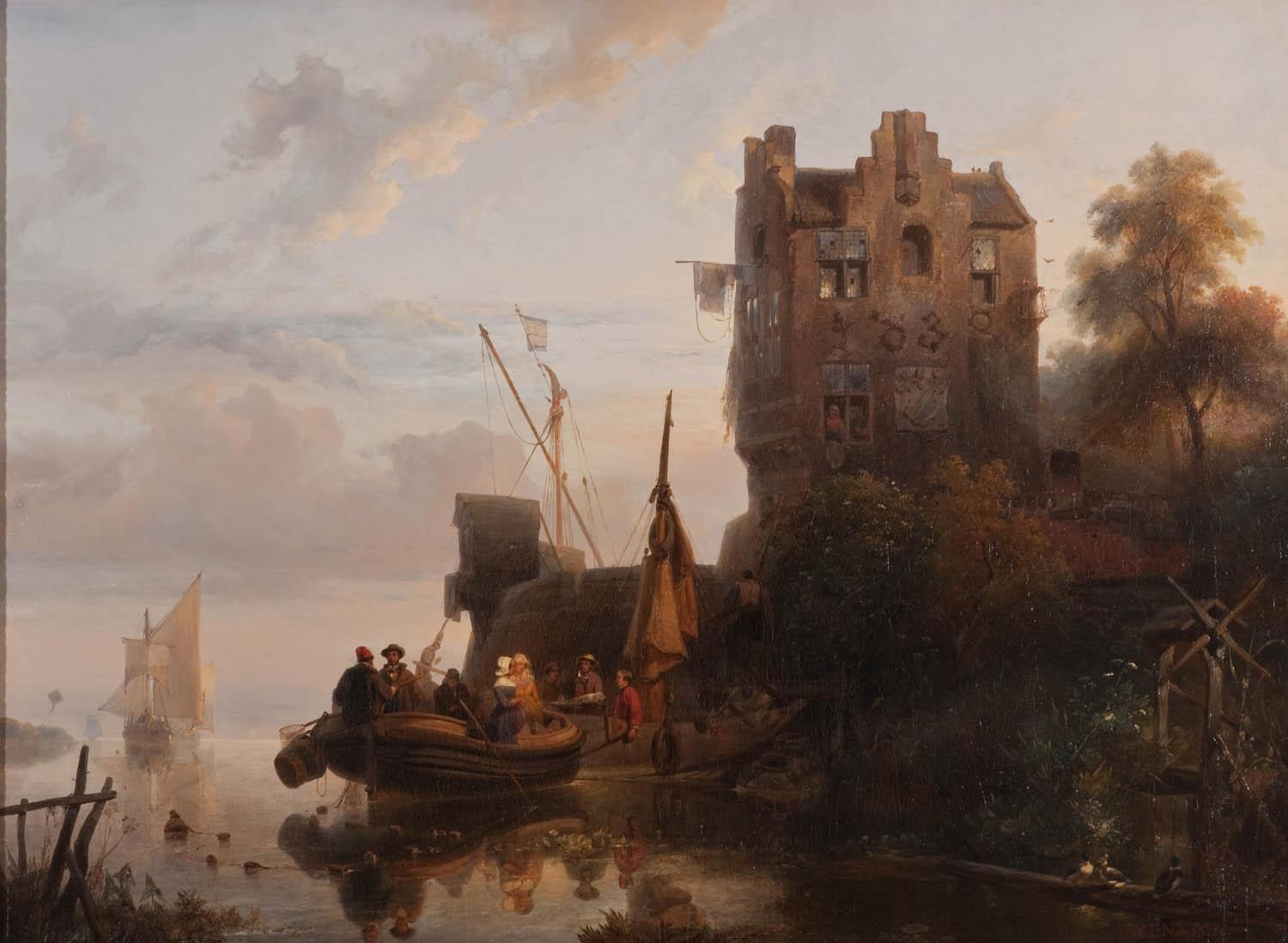
Spelevaren, 1839, Rademakers Collectie
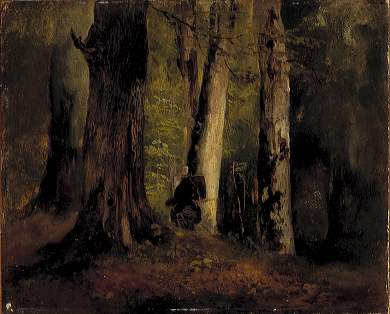
Portret van Wijnand Nuijen, door Antonie Waldorp - zijn schildersvriend, olieverf op paneel

## Trivia
Zijn achternaam wordt verschillend geschreven: zowel Nuyens als Nijens.
In Woerden is een Wijnant Nuijenstraat, waarbij de naam foutief als Wijnant is geschreven.